# Pollenia limpida
Pollenia limpida är en tvåvingeart som beskrevs av Dear 1986. Pollenia limpida ingår i släktet vindsflugor, och familjen spyflugor. Inga underarter finns listade i Catalogue of Life.